# Sarcophaga spatuliformis
Sarcophaga spatuliformis är en tvåvingeart som beskrevs av Ye 1980. Sarcophaga spatuliformis ingår i släktet Sarcophaga och familjen köttflugor. Inga underarter finns listade i Catalogue of Life.